# Karl Haas (Apotheker)
Karl Haas (* 26. September 1869 in Friedrichshafen; † 26. November 1946 in Stuttgart) war ein deutscher Apotheker und Fabrikant.

## Leben
Karl Haas kam als Sohn eines Hauptzollverwalters zur Welt. Ab 1883 lernte er beim Apotheker Gustav Ernst Leube in Ulm, 1886 legte er das Gehilfenexamen in Stuttgart ab. Von 1886 bis 1889 arbeitete er als Gehilfe in Wertheim, Schweinfurt und Lausanne. Er studierte von 1889 bis 1891 an der Kgl. Polytechnische Schule in Stuttgart, wo er seit 1889 der Burschenschaft Arminia Stuttgart angehörte. Nach Ablegung des Apothekerexamens war er als Angestellter in Ulm und Reutlingen tätig. 1908 machte er sich in Reutlingen als Chemiker selbstständig, ab 1909 arbeitete er als Fabrikant.
Sein Unternehmen mit dem Namen „Karl Haas & Co. Chemisch-pharmazeutische Präparate“ verlegte er 1933 nach Stuttgart. Hier bestand es bis 1936. Haas stellte aus Liasschiefer das geschwefelte Steinölpräparat  „Liasol“ her. Präparate, die aus Liasschiefer hergestellt wurden, fanden in der Dermatologie für längere Zeit Anwendung. Haas bezeichnete sich selbst als den Erfinder von Ekajod und Carmium, dem „schwäbischen Radium“.

## Veröffentlichungen
- Über die Herstellung ichthyolartiger Verbindungen aus Liasschiefer. In: Süddeutsche Apotheker-Zeitung. 45 (1905), S. 19 f.